# 新潟県埋蔵文化財センター
新潟県埋蔵文化財センター（にいがたけんまいぞうぶんかざいセンター）は、新潟県新潟市秋葉区の花と遺跡のふるさと公園内にある埋蔵文化財センターである。

## 概要
新潟県各地の遺跡の発掘調査や、出土品の保管、展示を目的に1996年に設置された。

## 利用情報
- 開館時間: 午前9:00 - 午後5:00[1]
- 休館日: 12月29日 - 1月3日[1]
- 入館料: 無料[1]

## 周辺施設
- 古津八幡山遺跡
- 新潟県立植物園
- 新潟市新津美術館